# Evropský jednotný trh

Evropský jednotný trh:
Členské státy Evropské unie
Státy mimo EU, které se účastní na jednotném trhu s výjimkami (mimo to jsou členové ESVO)
Státy mimo EU, které jsou součástí Stabilizačního a asociačního procesu (SAA); jsou zároveň také kandidáti nebo potenciální kandidáti pro vstup do EU
Státy mimo EU, které se účastní na Evropské celní unii: Andorra, Monako, San Marino a Turecko
Státy mimo EU, které se účastní na jednotném trhu ve vybraných sektorech skrze Hlubokou a komplexní zónu volného obchodu (DCFTA)

vlajka Evropské unie

Evropský jednotný trh, vnitřní trh nebo společný trh v rámci Evropské unie je prostorem bez vnitřních hranic, v němž platí téměř volný pohyb zboží, osob, služeb a kapitálu, který je definován Maastrichtskou smlouvou. Tato koncepce je východiskem dalších jednotlivých politik Evropské unie, které na společný trh navazují a mají za cíl dále naplňovat cíle čtyř svobod. Společný trh je obecně vymezen v části třetí Smlouvy o fungování Evropské unie a posléze v příslušných aktech sekundárního unijního práva a dalších pramenech.
Jednotný trh zahrnuje 27 členských států EU a několik dalších zemí má k němu přístup do určité míry. Čtyři další země, které jsou zároveň také členové Evropského sdružení volného obchodu, mají téměř kompletní přístup: Island, Lichtenštejnsko a Norsko skrze Evropský hospodářský prostor a Švýcarsko skrze svoje bilaterální smlouvy s EU. Gruzie, Moldavsko a Ukrajina mají přístup k vnitřnímu trhu EU skrze Hlubokou a komplexní zónu volného obchodu, avšak bez možnosti volného pohybu pracovníků.

## Členové
Uvnitř Evropského jednotného trhu jsou Členské státy Evropské unie. Několika dalším státům je umožněn přístup do určité míry. Evropský jednotný trh byl rozšířen s výjimkami v některých oblastech ekonomiky pro Island, Lichtenštejnsko a Norsko skrze Evropský hospodářský prostor a pro Švýcarsko skrze jeho bilaterální smlouvy s EU.
Turecko je členem Evropské celní unie od roku 1995, což mu umožňuje volný pohyb zboží s EU. Dalšími zeměmi této celní unie jsou Andorra, Monako a San Marino.
Tři postsovětské země: Gruzie, Moldavsko a Ukrajina mají přístup ke čtyřem svobodám vnitřního trhu EU skrze Hlubokou a komplexní zónu volného obchodu (DCFTA), avšak volný pohyb osob je pouze v podobě možnosti krátkodobých bezvízových návštěv, přičemž volný pohyb pracovníků je vyhrazen pro členské státy EU. DCFTA je příkladem integrace do jednotného trhu EU mimo Evropský hospodářský prostor.

## Vznik jednotného (společného) trhu

### Celní unie
EHS směřovalo po svém vzniku k celní unii (zahrnující zrušení vzájemných obchodních omezení a společný celní sazebník). Ta představovala základní krok na cestě ke společnému trhu. Její budování bylo rozděleno do tří fází (mělo být dokončeno v roce 1969, povedlo se v roce 1968):
1. první snížení obchodních omezení během 1 roku
2. druhé snížení během dalšího 1,5 roku
3. třetí snížení do konce 4. roku

### Společná obchodní politika
Na celní unii navazoval vznik společného trhu, jehož nástrojem byla společná obchodní politika (přechodné období 12–15 let). Opatření k jeho vytvoření dohromady zahrnovala:
- odstranění celních poplatků a kvantitativních omezení
- společný celní sazebník a společné obchodní politiky vůči třetím státům
- zrušení překážek pohybu osob, služeb a kapitálu
- zavedení ochrany soutěže na společném trhu
- sbližování právních řádů členských států

### Překážky společného trhu
Překážky v budování společného trhu představovaly především ochranářské tendence států a zájmových skupin. Mezi takto uplatňovaná (tzv. netarifní) omezení patřilo např.:
- upřednostňování domácího výrobce u státních zakázek
- informační kampaně (kupujte domácí výrobky)
- daňové zvýhodnění domácí produkce (např. pivo vs. víno)
- slučování subjektů v odvětví (vznik monopolu)
- cílené státní dotace (ovšem povoleno)
- administrativní opatření proti dovozu
- stanovení národních kvót na produkci
- pomoc třetím zemím, kde se pomoc váže na protivýhodu pro poskytující stát
- odlišná měnová politika (do zavedení eura)
- technické normy a standardy

V 60. letech se Společenství potýkalo s politickou krizí, která způsobila zpomalení integračních aktivit. Od 70. let pak hrál větší roli především Evropský soudní dvůr, který ve svých rozhodnutích působil ve prospěch odbourávání netarifních omezení. V tomto období se však rovněž projevila ekonomická krize, vedoucí k poklesu ekonomických ukazatelů ve Společenství. To se nadále potýkalo s problematickým financováním zemědělské politiky a otázkou britského příspěvku do rozpočtu. Toto období souhrnně označujeme jako tzv. eurosklerózu.

## Úsilí o rozvoj společného trhu

### Reformní iniciativy

#### Ferrantiho iniciativa
Ferrantiho iniciativa z roku 1980 požadovala odstranění zbývajících obchodních omezení (na níž navazovala tzv. Klokaní skupina poslanců a průmyslníků).

#### Narjesův plán
Narjesův plán směřoval k odstranění netarifních omezení skrze tzv. nový přístup (vzájemné uznávání, tato zásada se nepřímo projevila v Bílé knize o vnitřním trhu).

#### Albert - Ballova zpráva
Albert - Ballova zpráva z roku 1982 obsahovala analýzu ekonomické problematiky Směrem k hospodářské obnově Evropy (podle ní je nutné vytvořit vnitřní trh s volným pohybem zboží a služeb).

#### Plán Evropa 1990
Plán Evropa 1990, vytvořený Evropskou komisí a kulatým stolem evropských průmyslníků, upozornil na zbytečné formality při přechodu zboží přes hranice, problematické mechanismy rozdělování veřejných zakázek a rozdíly v daňových koncepcích zemí. Navrhoval tedy:
- zjednodušení administrativních překážek na hranicích
- harmonizaci nepřímých daní
- standardizaci technických norem
- liberalizaci veřejných zakázek

### Bílá kniha o vnitřním trhu
Ve stejném období se rovněž rozrostly aktivity samotné Komise (předseda Jacques Delors). V roce 1985 byla vydána Bílá kniha o vnitřním trhu, která shrnula dosavadních 279 překážek obchodu ve Společenství. Tyto překážky byly rozdělené na:
- fyzické (administrativa, celní prohlídky, poplatky)
- daňové
- technické (státní podpory, problematika veřejných zakázek)

Opatřeními navrženými Bílou knihou byly především:
- harmonizace předpisů - vytvoření minimálních standardů (odpovědnými institucemi zde byly Evropský výbor pro normalizaci (CEN), Evropský výbor pro elektrotechnickou normalizaci (CENELEC) a Evropský institut pro telekomunikační normy (ETSI)).
- princip vzájemného uznávání výrobků (volný pohyb když splňuje podmínky v jednom státě)
- stálá výměna informací mezi státy

Naplnění čtyř svobod mělo být dokončeno do konce roku 1992.

### Jednotný evropský akt
Jednotný evropský akt z roku 1986 potvrdil konec roku 1992 jako moment dokončení společného trhu. Zároveň jím bylo zavedeno hlasování kvalifikovanou většinou ve věcech společného trhu. V roce 1987 vznikl dokument Jednotný akt: Nová meta pro Evropu, který stanovoval podmínky pro splnění cílů JEA.

### Cecchiniho zpráva
Cecchiniho zpráva se pokusila o vyčíslení nákladů, jež jsou způsobeny nedokončením společného trhu (tzv. Náklady ne-Evropy).

### Digitální jednotný trh
V roce 2015 představila Evropská komise plán vytvořit jednotný digitální trh, který pokryje digitální marketing, elektronické obchodování, a telekomunikace.

## Dokončování společného trhu a dnešní stav
Na počátku 90. let se pozitivně projevil volný pohyb zboží a osob, byl zaznamenán pozitivní dopad na oblast telekomunikace, dopravy, finančních služeb (zlevnění), produktivitu a investice; toto vedlo k nárůstu eurooptimismu. Průběžné analýzy Komise však dávaly signál, že k plánovanému dokončení společného trhu v roce 1992 nedojde.

### Sutherlandova zpráva
Sutherlandova zpráva z roku 1992 potvrdila existenci omezení a stávajících rezerv v implementaci směrnic.

### Bílá kniha Růst, konkurenceschopnost a zaměstnanost
Bílá kniha Růst, konkurenceschopnost a zaměstnanost z roku 1993 vyzývala ke stabilizaci nezaměstnanosti a posílení principu solidarity.

### Lisabonská strategie
V roce 2000 byla vydána Lisabonská strategie, dle které měla EU být do 10 let nejkonkurenceschopnější ekonomikou světa založenou na znalostech.

### Kokova zpráva
V roce 2004 pak Kokova zpráva konstatovala, že tento cíl není možné uskutečnit (a navrhovala oslabit environmentální rozměr politik).
Budování společného trhu není dodnes dokončeno. Nadále se sleduje naplňování Bílé knihy o vnitřním trhu a stejně tak postoje států k implementaci opatření. Dokončení společného trhu bylo zpomaleno mimo jiné i rozšířením EU v roce 2004 a stejně tak i skutečností, že integrační aktivity se nadále rozšiřují do čím dál tím více kontroverzních oblastí.

## Seznam čtyř svobod

### Volný pohyb zboží
Zboží je možno prodávat ve všech členských státech EU. Zboží z ostatních členských zemí nemůže být znevýhodňováno oproti domácímu výrobku clem nebo speciální daní.

### Volný pohyb osob
Jedná se o právo občana EU volně cestovat, usazovat se a začít podnikat v ostatních zemích EU. Občan má právo v místě, kde pobývá, volit a být volen do Evropského parlamentu a do místních zastupitelstev. Cestování uvnitř Evropské unie upravuje Schengenská smlouva, která odstranila vnitřní hraniční kontroly mezi jednotlivými členskými státy.
Občanem EU je každý, kdo má občanství některého ze členských států. Svoboda pobytu a usazování je jedním z nejdůležitějších práv, jež občanství unie, které bylo zřízeno Maastrichtskou smlouvou, přineslo.

### Volný pohyb služeb
Umožňuje podnikům nabízet své služby i v ostatních členských státech. Volným pohybem služeb se rozumí poskytování služeb přes hranice, tzn. bez toho, že by byl podnikatel ve státě, kde službu poskytuje, usazený.

### Volný pohyb kapitálu
Volný pohyb kapitálu je základním nástrojem jednotného trhu EU. Znamená volný pohyb finančního kapitálu i hmotného majetku po členských zemích EU. Občané Evropské unie tak mohou využívat finančních služeb v jakémkoliv jiném členském státě.